# Рождественська Тетяна Всеволодівна
Тетяна Всеволодівна Рождественська (нар. 1945, Ленінград) — російська філологиня, фахівчиня в галузі мови і культури Давньої Русі, особливо давньоруської епіграфіки. Докторка філологічних наук. Професорка кафедри російської мови філологічного факультету Санкт-Петербурзького державного університету.

## Життєпис
Дочка поета Всеволода Рождественського. Серед віддалених предків — генерал від артилерії, сенатор Іван Карлович Арнольді.
Сестра-близнючка Мілена — докторка філологічних наук.
Закінчила ленінградську школу № 239 (1963) і відділення російської мови і літератури філологічного факультету ЛДУ (1968). Потім навчалася в аспірантурі Ленінградського відділення Інституту мовознавства АН СРСР; від 1971 до 1977 року — наукова співробітниця ЛВ ІМ.
1974 року захистила кандидатську дисертацію на тему «Давньоруські написи-графіті XI—XIV ст. як лінгвістичне джерело» під керівництвом А. П. Євгеньєвої.
Від 1977 року дотепер[уточнити] працює на кафедрі російської мови філологічного факультету ЛДУ/СПбДУ — асистентка, доцентка, нині професорка.
1994 року захистила докторську дисертацію «Епіграфічні пам'ятки Стародавньої Русі X—XV ст.: проблеми лінгвістичного джерелознавства».
Членкиня редколегії журналів «Російська мова в науковому висвітленні» та «Slověne. International Journal of Slavic Studies».
Чоловік — Олександр Володимирович Бондарко (1930—2016), лінгвіст, член-кореспондент РАН; син Микола (нар. 1975) — лінгвіст, професор РАН.
2007 року Тетяна Рождественська давала оцінку результатам новітніх досліджень графіті, здійснених вченими заповідника Софія Київська.

## Праці
Дисертації
- Древнерусские надписи-граффити XI—XIV вв. как лингвистический источник. Канд. дис. / АН СССР. Ленингр. отд-ние Ин-та языкознания. — Л., 1974.
- Эпиграфические памятники Др. Руси X—XV вв.: (Проблемы лингвист. источниковедения). Докт. дис. — СПб., 1994

Монографії
- Древнерусская эпиграфика X—XV веков: Учебное пособие. — СПб.: СПбГУ, 1991. — 96 с.
- Древнерусские надписи на стенах храмов: Новые источники XI—XV вв. — СПб.: Изд-во Санкт-Петербургского университета, 1992. — 172 с.
- Язык и письменность средневекового Новгорода. Богослужебные надписи и берестяные грамоты XI—XV вв. — СПб.: Факультет филологии и искусств СПбГУ, 2008. — 136 с.

Статті
- Новый список «Повести о Ерше Ершовиче» // Труды Отдела древнерусской литературы. — Л., 1969. — Т. 24. — С. 187—191.
- Значение граффити XI—XIV вв. для изучения истории русского языка старшего периода // Вопросы языкознания. 1972, № 3. — С. 110—117.
- Письменная традиция Северной Руси по эпиграфическим данным // Древнерусский литературный язык в его отношении к старославянскому: [сб. ст.] / отв. ред. Л. П. Жуковская. — М.: Наука, 1987.
- Т. Н. Джаксон, Т. В. Рождественская. К вопросу о происхождении топонима «Изборск» // Древнейшие государства на территории СССР: Материалы и исследования: 1986. — М., 1988. — С. 223—228. http://dgve.ru/arkhiv/1986.shtml
- Эпиграфика и книжная культура средневекового Новгорода // История и культура древнерусского города. Сборник статей к 60-летию В. Л. Янина / отв. ред. Г. А. Фёдоров-Давыдов. — М., 1989. — ISBN 5-211-00286-5.
- О социолингвистической ситуации на Руси IX—X вв. // Традиции древнейшей славянской письменности и языковая культура восточных славян. М., 1991.
- Древнерусская эпиграфика X—XIII вв.: текст и норма // Russian Linguistics. 1993. № 17.
- Надписи на фресках церкви Спаса на Нередице: к истории новгородской письменной традиции // Вестник Российского гуманитарного научного фонда. М., 2002. № 3.
- Славянские библейские тексты в храмах Древней Руси // XIII Международный съезд славистов. Славянское языкознание. Доклады российской делегации. Любляна, 15—21 августа 2003 г. — М., 2003. — С. 514—523.
- Берестяные грамоты в системе памятников литературно-письменного языка Древней Руси // Берестяные грамоты: 50 лет открытия и изучения. Материалы международ. конф., Великий Новгород, 24-27 сент. 2001 г. / Под общ. ред. В. Л. Янина. — М.: Индрик, 2003.
- Новонайденные древнерусские надписи-граффити Мартирьевской паперти Новгородского Софийского собора // Труды Отдела древнерусской литературы. — СПб., 2004. — Т. 55. — С. 536—548.
- А. Г. Бобров, Т. В. Рождественская. Вячеслав Михайлович Загребин (31.10.1942 — 9.10.2004): (Некролог) // Труды Отдела древнерусской литературы. — СПб., 2006. — Т. 57. — С. 984—987.
- Надписи и рисунки-граффити из церкви Феодора Стратилата на Ручью в Новгороде // Царевская Т. Ю. Роспись церкви Феодора Стратилата на Ручью в Новгороде … . М., Северный паломник. 2007.
- Граффити южнославянские и древнерусские // Православная энциклопедия. М., 2007. Т. 12. С. 293—301.
- «О, тому умети грамоте!..» (надписи с именем «Путила» в Георгиевском соборе новгородского Юрьева монастыря) // Труды Отдела древнерусской литературы. — СПб., 2008. — Т. 58. — С. 780—788.
- Эпиграфические памятники на Руси в эпоху становления государственности // Древнейшие государства Восточной Европы. 2010: Предпосылки и пути образования Древнерусского государства. — М.: Русский фонд содействия образованию и науке, 2012. — 712 с. — ISBN 978-5-91244-092-2.
- А. М. Гордин, Т. В. Рождественская. «Идя ко святому Иакову»: древнерусское граффито XII в. в Аквитании // Slověne = Словѣне. — Т. 5, № 1. 2016. — С. 126—147. http://www.slovene.ru/ojs/index.php/slovene/issue/view/10/showToc
- Древнерусские граффити из церкви Николы на Липне в Новгороде: (Материалы к Своду средневековых граффити Новгорода Великого) // Труды Отдела древнерусской литературы. — СПб., 2016. — Т. 64. — С. 818—831. — ISBN 978-5-94668-205-3.
- Граффити в церкви Спаса на Нередице в Новгороде (материалы к своду древнерусских надписей-граффити Новгорода Великого) // Труды Института русского языка им. В. В. Виноградова. Вып. 9. 2016. С. 158—170. http://ruslang.ru/doc/trudy/9.pdf
- С. А. Аверина, Т. В. Рождественская, О. А. Черепанова. Татьяна Аполлоновна Иванова (1917—2011) // Вестник Санкт-Петербургского университета. Язык и литература. 2017. Т. 14. № 4. С. 696—698.

Співавтор
- Словарь русского языка в четырёх томах АН СССР. / Гл. редактор А. П. Евгеньева. — М.: Русский язык, 1981—1984. 2-е изд., испр. и доп.
- Энциклопедия «Слова о полку Игореве»[ru]. — СПб.: Наука, 1995. — ряд статей
- Русский язык. Школьный энциклопедический словарь. — СПб., 2014. — ряд статей

Редагування тощо
- Рождественский Вс. А. Стихотворения. / Подг. текста, примеч., коммент.; совм. с М. В. Рождественской. — Л., 1985. (Библиотека поэта. Большая серия.)
- Seminarium Bulkinianum: к 60-летию В. А. Булкина: сб. статей. — СПб., 1999. — ISBN 5288020043.